# Marie Drucker
Marie Drucker (født 3. december 1974 i Paris), er en fransk journalist og studievært på både tv og
i radioen. Hun er datter af fjernsynschefen Jean Drucker, niece til studieværten Michel Drucker og kusine til skuespilleren
Léa Drucker.
Hun var nyhedsoplæser på aftennyhederne på France 3 i perioden 2005-2008. Siden 2008 har hun været nyhedsoplæser på nyhederne kl. 13:00 og kl. 20:00 på France 2.